# 段小龙
段小龙（1975年9月—），汉族，甘肃张掖人。西北工业大学宇航工程系毕业，工学博士、高级工程师。1997年4月，加入中国共产党。曾任共青团陕西省委书记，陕西省青年联合会主席，陕西省政协常委等职。现任中共宝鸡市委副书记。

## 简历
1994年考入西北工业大学宇航工程系学习；1997年4月，在校期间，加入中国共产党。2001年3月参加工作；2007年12月，任共青团陕西省委副书记；2015年5月，当选第十一届陕西省青年联合会主席；2016年1月，接替李豫琦，出任共青团陕西省委书记。
2021年6月，任中共宝鸡市委副书记。